# Marc Ehrlich
Marc I. Ehrlich (nacido el 14 de julio de 1952 en Brooklyn, Nueva York) es un notable psicólogo clínico y autor de numerosos artículos y libros. Distinguido por su trabajo como terapeuta individual y de pareja desde 1981, es además un muy reconocido consultor organizacional.
Su aportación principal al mundo empresarial está basada en la instrumentación de una metodología única en la formación de equipos de trabajo de alto rendimiento.

## Reseña biográfica

### Nacimiento e infancia
Marc Ehrlich nació en Brooklyn, Nueva York, ciudad multicultural en dónde tuvo la oportunidad de conocer a personas de diferentes religiones, nacionalidades, razas y niveles socioeconómicos, formando en él experiencias que forjaron una personalidad de mente abierta, aprendiendo a aceptar diferentes estilos de vida, puntos de vista filosóficos, así como formas de pensar.

### Estudios
La decisión de estudiar la psicología fue completamente intuitiva, por lo que en 1970 ingresó a la Universidad de la ciudad de Nueva York (CUNY, por sus siglas en Inglés) en dónde inició sus estudios en psicología y educación; la primera por convicción a ejercer dicha profesión y la segunda como complemento para poder trabajar como maestro y así solventar los estudios de posgrado. Durante un año, se dedicó a la docencia a niveles educativos de primaria y secundaria, lo que proporcionó a Marc experiencia en psicología aplicada.
Más adelante ingresó a Pace University, en dónde realizó una maestría en Psicología con un enfoque en los componentes psico-emocionales de las dificultades conductuales de los niños y adolescentes en la escuela.
Años más tarde inició estudios de doctorado en la Universidad de Austin Texas, a través de un programa para ser consultor psicológico para las familias. Durante este periodo, inició su trabajo como psicólogo para diferentes delegaciones escolares, así como docente de una asignatura llamada “Introducción a la psicología” a nivel licenciatura. 

### Carrera profesional
En 1981 se hizo miembro de la Asociación Americana de Terapia de Pareja y de la Familia  (AAMFT por sus siglas en inglés), con la finalidad de estar en constante actualización y crecer como profesional en el ramo de la psicoterapia.
Ha ejercido consulta privada individual y de pareja durante 34 años, ha trabajado con centenares de parejas, adultos y adolescentes en psicoterapia, creciendo su conocimiento y perspectiva sobre las causas reales del sufrimiento en los ámbitos profesiones, interpersonales y familiares.
El Dr. Marc Ehrlich colaboró 24 años con el diario “The News”, en la columna semanal Family Matters, en la cual escribió acerca de experiencias familiares, matrimoniales y luchas personales, en dónde sus comentarios aportaban consejos para mantenerlas sanas y propicias al crecimiento personal.
Como consultor organizacional trabajó con más de 200 empresas y 5 000 ejecutivos nacionales y multinacionales, experiencias que enriquecieron su conocimiento e impulsaron el desarrollo de la metodología de éxito para formar Equipos de Alto Rendimiento.
En su trayectoria profesional, ha trabajado bajo su metodología con algunas empresas multinacionales, tales como:
- Anheuser-Busch, Bell Atlantic.
- Cargil Latin American.
- Clorox de México.
- Exxon-Mobil, General Electric-Mabe.
- General Motors de México.
- Grupo Bimbo (México y Estados Unidos).
- Microsoft de México.
- Norton Networks (México y Columbia).
- SmithKline Beecham.
- Southwestern Bell.
- World Bank (México, Columbia, Washington D. C., Venezuela).

## Metodología de equipos de alto rendimiento
Su metodología está basada en un proceso desarrollado por el Dr. Ehrlich para guiar a los ejecutivos hacia la expansión de la consciencia de sí mismos y la identificación de cómo pueden aportar lo mejor de sí dentro de su equipo de trabajo. El Dr. Marc Ehrlich está comprometido con el desarrollo del individuo y la conformación de equipos de alto desempeño a favor de la productividad organizacional por lo que ha publicado diversos libros especializados en el autoconocimiento y la autorrealización.
La metodología del éxito se basa en 5 etapas, que son:

### Etapa 1: Bases Teóricas
Se imparte una instrucción con los fundamentos teóricos necesarios para que cada individuo sea capaz de introducirse en el trabajo de autoevaluación.
Los temas considerados son:
- Cómo formar un equipo inspirado
- Las causas de la conducta humana
- La evolución de los conflictos interpersonales
- Las máximas de las relaciones
- Las máximas de la comunicación interpersonal

### Etapa 2:Diagnósticodel funcionamiento actual del equipo
En esta etapa se promueve una discusión proactiva y clara para poder entender el nivel del funcionamiento del equipo. El enfoque está en identificar las áreas funcionales y disfuncionales; así como reconocer qué es lo que cada quien tiene que hacer para contribuir a mejorar el rendimiento del equipo de trabajo.

### Etapa 3: Autoevaluación
Se trata de un reconocimiento completo y extensivo de los rasgos de la personalidad que facilitan y obstaculizan el desarrollo de un equipo de alto rendimiento. El análisis incluye ejercicios de retroalimentación constructiva que se enfoca en conductas específicas y sugerencias para mejorar la relación profesional.

### Etapa 4: Trabajar sobre los retos actuales del equipo
Es en este momento cuando los participantes están listos para identificar los retos actuales del equipo, tanto a nivel profesional como interpersonal, y es posible entonces trabajar para encontrar soluciones prácticas e instrumentables.

### Etapa 5: Establecer un plan de auto-vigilancia
Finalmente, después del proceso de trabajo descrito, llega el tiempo de desarrollar un plan para asegurar que los avances logrados durante la capacitación sigan adelante. Se define un programa de seguimiento con base en juntas pre-diseñadas, auto-observación, retroalimentación proactiva continua y la determinación de abordar cualquier problema a tiempo; procurando que todos puedan crecer en el proceso.

## El escritor
En 1989 publicó su primera obra “Esposos, Esposas y sus Hijos”, compilación y adaptación de tres años de su colaboración  en The News en la columna, Family Matters; el libro trata de varios temas relacionados con la vida familiar, por ejemplo, la comunicación matrimonial, la disciplina de los hijos así como el desarrollo psicológico de la pareja. Este mismo año publicó el libro “La Psicología de los Trabajos en Equipo”, libro que cubre una gran variedad de temas relacionados con el enorme reto de formar, desarrollar y enriquecer el equipo de trabajo dentro de la empresa, es el resultado de su trabajo con más de 100 empresas mexicanas y multinacionales para esas fechas.
En 1997 se publica el libro “Armonía” trata de la promoción de la salud psicoemocional dentro de la familia. Para el Dr. Marc Ehrlich representó la culminación de su trabajo como uno de los fundadores y entrenadores de un programa, “Un Paso a Tiempo” patrocinado por Ford Motor Company y La Junior League de México. Durante más de un año, entrenó a psicólogos, psiquiatras, trabajadores sociales y maestros desde primaria hasta preparatoria en este programa para la prevención adicciones. En colaboración con el programa, se llevó a más de 50 escuelas en el Distrito Federal, Estado de México, Guadalajara, Hermosillo, Oaxaca, Monterrey y Mérida.
Después trabajar como terapeuta con decenas de familias internacionales por diferentes problemas referentes a su adaptación a vivir en México, decidió escribir un libro que explica el proceso tan complejo de vivir y trabajar en México. “Thriving in Mexico” se publicó en el año 2007 y habla tanto del proceso profesional para quien trabaja en una empresa mexicana siendo extranjero, como para la familia que tiene que pasar por una adaptación exigente a nivel psicológico, familiar y social.
“El despertar del espíritu mexicano”, libro publicado en 2010, simboliza el resultado de su trabajo como asesor psicológico para un programa documental de televisión (coproducido por Televisa y Teletón) llamado “La Expedición: Más allá de lo Imposible”, en el cual, 11 personas con discapacidades distintas hicieron una travesía de 15 días de Puebla hacia las playas de Chachalacas en Veracruz.  A través de múltiples anécdotas de esta expedición explica y ejemplifica el proceso de como despertar la inspiración en empresas, escuelas y dentro de la familia.
Durante más de 5 años tuvo contribución especial en la revista, “Araru” que publicaba artículos para padres de familia y maestros de niños con discapacidad. Publicó el libro “La Discapacidad” y es una compilación de sus artículos y de algunos otros contribuidores acerca de cómo manejar el tema de la discapacidad dentro de la familiar nuclear y extendida. La última impresión de este libro fue en el año 2013.
Los sitios Mexconnect y Paso-a-paso lo buscaron para solicitando su contribución con artículos para web.

## Obras

### Libros publicados
- Armonía, Editorial Planeta, 1997
- El despertar del espíritu mexicano, Editorial Planeta, 2010
- Thriving in Mexico, Editorial Planeta, 2007
- Esposos, Esposas y sus Hijos, Editorial Trillas, 1989
- La Discapacidad, Editorial Trillas, 2013
- La Psicología de los Trabajos en Equipo, Editorial Trillas, 1989

### Artículos publicados[6]
- Personality and Adjustment - The Foreign Executive in Mexico, Mexconnect
- Mexico - The Social Perspective, Mexconnect
- The New Mexican Executive, Mexconnect
- Adjusting to Mexico: Transitional anxiety and interpersonal effects - Part 1, Mexconnect
- Adjusting to Mexico: Transitional anxiety and interpersonal effects - Part 2, Mexconnect
- Adjusting to Mexico: Transitional anxiety - Part 3, an overview, Mexconnect
- Mexico '95 & beyond - Up against the wall, once again, Mexconnect
- Aceptación Social: Un camino de doble vía, Paso a paso
- Padres de familia: Cuidándonos a nosotros mismos, Paso a paso
- Sufrimiento: Un muro de lamentaciones, Paso a paso
- Familia Extensa: Las raíces que nos nutren, Paso a paso
- Relación de pareja: Las Reglas de la Comunicación, Paso a paso
- Aware Parents Healthy Children, Diario The News
- Aware Parents Healthy Children
- Becoming Our Own Witness
- Dysfunctional Relationships
- Freedom
- Fulfilling Our Self
- Integrity
- Intimacy with Self
- Living With Stress
- Patterns of Suffering
- Perseverance
- Personality and Adjustment
- Professional Blindness
- Relationships
- Rigid Relationships
- Rules of Communication
- Self Esteem and Communication
- Self Motivation
- Strategic Alliances
- Teamwork
- The Complexity of Marriage
- The Cycles of Change
- The Four Premises
- The Four Tasks of Femininity
- The Good and Bad of Growing Children
- The Impact of the Other on Self1Esteem
- The Meaning of Our Conflict
- The Mystery of Talking
- The Resistance to Losing Weight
- The Rules of Relationships
- The Strength of Our Psychological Needs
- The Subtle Dimension of Organizational Success
- Twelve Steps for Everyday Living
- When Teamwork Flows
- La Vida Organizacional
- El Nuevo Ejecutivo Mexicano

## Reconocimientos
En el 2013, el Dr. Ehrlich fue reconocido por la Universidad Anáhuac con la Medalla Anáhuac en Psicología 2013, por su trayectoria como líder transformador de la sociedad, por el esfuerzo, dedicación y visión humanista con que ha contribuido al desarrollo de la Psicología.